# 数字键盘

数字键盘

数字键盘，又名十键区、小键盘是手掌大小的计算机键盘的17键部分，通常位于最右侧。它为输入数字提供了计算器般的效率。数字键盘的键为数字0至9、+ （加）、- （减）、 *（乘）和/（除）号，于此之外还有.（小数点）, Num Lock及Enter键。
笔记本键盘通常不含有数字键盘，但提供通过按住修正键（通常被标为Fn）及标准键盘上的操作键的方法进行输入。特殊的大型笔记本（通常为15.6屏或更大的笔记本）有着包含真实的数字键盘的空间，而许多企业销售通过USB连接至笔记本主机上的单独数字键盘（其中许多都在大拇指放置的数字0旁添加了额外的空格键，同时也为现代的加法机与收银机添加了额外的00键）。
数字键盘通常以两种方式运作。当关闭数字锁时，8、6、2、与4就分别像方向键/定位键的上、右、下、左一样工作；而7、9、3和1键分别像Home、PgUp、PgDn以及End一样工作。当开启Num Lock时，数字键产生相对应的数字。在缺少Num Lock键的苹果麦金塔电脑上，数字键盘只产生数字；Num Lock键被Clear key键所替代。
数字键盘上7-8-9键在1-2-3键上两行的排布源于 计算器与收银机。它与1-2-3在顶端而7-8-9键处于第三行的电话按键键盘明显不同。
数字键盘在快速输入长串数字时及其有用，例如在电子表格、财经/会计程序和计算程序中及其有用。这种输入方式与计算机或加法机相似。
数字键盘在Windows平台上对与输入特殊字符的Alt码同样有用，例如输入度数符号°只需按下Alt+0176。

## 测速
十键速测量单位为每小时击键数（KPH）。进入数据量表中的最小所需速度为9000KPH，且需较好的准确性。12000KPH被认为速度较优。

## 中文输入法
数字键盘被某些例如纵横输入法与九方输入法的中文输入法中所使用。

## 电脑游戏

一副104键的美式英语QWERTY键盘布局，最右侧显示的是数字键盘。

数字键盘同样用于游玩电脑游戏，通常用于控制角色中，例如在Roguelike游戏中。与方向键不同，小键盘可以进行斜线移动。对没有数字键盘的键盘，有些游戏则提供了替代移动键，例如经典Rogue里的HJKL键位.
数字键盘同样可以在电脑游戏中替代用于导航的WASD。这对倾向于用左手控制鼠标的左撇子用户十分友好。

## 另请参阅
- 阿方斯·查帕尼斯